# 細川駅 (三河鉄道)
細川駅（ほそかわえき）は、愛知県額田郡岩津町（現・岡崎市）に存在した三河鉄道門立支線の駅。

## 駅構造
1面1線の駅。

## 歴史
- 1924年（大正13年）12月27日 - 岡崎電気軌道が岡崎井田 - 門立間を開通させた際に開業。
- 1927年（昭和2年）7月19日 -　岡崎電気軌道が三河鉄道に吸収合併される。
- 1929年（昭和4年）12月18日 - 三河岩脇 - 上挙母間開業。大樹寺 - 三河岩脇間の架線電圧も600Vから1500Vに昇圧されるが、三河岩脇 - 門立間は600Vで取り残され、盲腸線となる。この際、三河岩脇 - 門立間が門立支線に改称され、当駅は門立支線の駅となる。
- 1938年（昭和13年）5月1日 - 門立支線休止に伴い営業休止。
- 1939年（昭和14年）10月3日 - 門立支線廃止により廃駅。

## 利用状況
『愛知県統計書』によると、年間乗降人員および荷物取扱量は以下の通りである。
| 年度     | 乗車人員（人） | 降車人員（人） | 発送貨物       | 発送貨物  | 到着貨物  | 出典  |
| 年度     | 乗車人員（人） | 降車人員（人） | 小手荷物（瓩） | 貨物 (瓲) | 貨物 (瓲) | 出典  |
| -------- | -------------- | -------------- | -------------- | --------- | --------- | ----- |
| 1933年度 | 1,711          | 2,712          | 836            | 4,388     | 29        | [ 1 ] |
| 1934年度 | 1,653          | 1,760          |                | 3,202     | 90        | [ 2 ] |
| 1935年度 | 632            | 1,642          |                | 1,215     |           | [ 3 ] |

## 廃止後
愛知県道39号岡崎足助線の拡張整備もあり痕跡は残っていない。跡地は名鉄バス細川バス停付近と推測される。

## 隣の駅
三河鉄道
門立支線
三河岩脇駅 - 細川駅 - 門立駅